# Seseli intramongolicum
Seseli intramongolicum là một loài thực vật có hoa trong họ Hoa tán. Loài này được Ma miêu tả khoa học đầu tiên năm 1979.